# Skála (Lesbos)
Skála, en grec moderne : Σκάλα, ou Gyalós (Γυαλός), est un village de l'île de Lesbos, en Grèce. Selon le recensement de 2011, la population de Skála compte alors 349 habitants. Depuis 2019, le village est rattaché au dème de Lesbos-Ouest à la suite de la suppression du dème unique de Lesbos dans le cadre du programme Clisthène I. Il est situé à quatre kilomètres du village d'Eresós et est relié à celui-ci par la route centrale verte bordée de mûriers, de platanes et de figuiers qui traverse la plaine d'Eresós. Sa plage s'étend sur une distance d'environ trois kilomètres et a remporté à plusieurs reprises le label du pavillon bleu européen. 
Au sud-est se trouve un petit port avec la chapelle de Panagioúdas, ainsi que la colline Mastós, couverte de pins, où l'acropole antique d'Eresós était située,. La forteresse byzantine de Vígla, attestée dès le début du XIVe siècle, est érigée à l'emplacement de l'acropole. La famille génoise des Gattilusi modifie le château à partir de 1355, avant que les Ottomans ne s'en emparent en septembre 1462. Dès lors, le lieu perd peu à peu son importance stratégique au profit de la forteresse de Sígri. Les vestiges de deux tours, d'une citerne, d'un bâtiment romain et d'habitations ont été mis au jour.
Au nord de la colline, un petit musée archéologique expose les découvertes de la région d'Eresós. Dans la cour du musée, une basilique paléochrétienne du Ve siècle est dédiée depuis l'an 740 à saint André de Jérusalem, archevêque de Crète, qui trouva la mort au large d'Eresós lors de son retour de Constantinople. Dans le centre, une station balnéaire a été développée, axée notamment sur un tourisme lesbien depuis les années 1970.